# スティーブ・チルコット
スティーブン・リン・チルコット（Steven Lynn Chilcott、1948年9月23日 - ）は、カリフォルニア州ランカスター出身の元プロ野球選手（捕手）。右投左打。
1966年のMLBドラフトでニューヨーク・メッツから全体1位で指名され、1972年まで捕手としてマイナーリーグでプレーしたが、故障もあってメジャーに一度も昇格することなく現役を引退した。

## 経歴

### プロ入り以前
カリフォルニア州ランカスターで生まれ、地元のアンテロープバレー高校に通った。
高校時代は強打の左打者、強肩の捕手として3度のタイトルを獲得したと同時に、アメリカンフットボールチームのスタークオーターバックとしてチャンピオンシップに導いている。

### メッツ傘下時代
1966年のMLBドラフトでニューヨーク・メッツから全体1位で指名されプロ入り。この直後の全体2位でカンザスシティ・アスレチックスに指名されたのが、後に殿堂入り選手となるレジー・ジャクソンである。
1967年、当時の同クラスの選手の平均年齢よりも3歳若い18歳ながら、傘下A+級フロリダ・ステートリーグのウィンターヘイブン・メッツに昇格した。ここでは79試合に出場して5失策、18捕逸と守備に難があったものの、打率.290、6本塁打と順調に成長していた。しかし、7月23日の試合で走者として二塁ベース上にいたチルコットに対して投手が牽制した。その帰塁の際に右腕をベースにぶつけ肩を脱臼。この負傷でシーズン終了となってしまった。
この負傷以降は、慢性的な肩の故障に加えてファウルチップで指を骨折し、走塁中にスプリンクラーに足を取られて転倒して膝蓋骨を骨折するなど怪我に悩まされた。そのため、1968年は19試合、1969年は7試合の出場に留まった。この間のリハビリについて「当時はスポーツ医学が未熟で、ウェイトリフティングの様なことをしていた。現在の常識からかけ離れたことをしていた。」と後年語っている。
1970年にAAA級での22試合を含む78試合に出場し、1971年にはA級カリフォルニアリーグのバイセイリア・メッツで91試合に出場して打率.260、17本塁打と持ち直しつつあったものの、オフにチームから自由契約となった。

### ヤンキース傘下時代
1972年はニューヨーク・ヤンキースと契約したが、A級で6試合、AA級で18試合しか出場出来ず、この年限りで自由契約となった。
この年を最後に24歳で現役を引退した。
2020年シーズン終了時点で、ドラフト全体1位で指名されたもののメジャーリーグでプレーすることなく現役を引退した選手は、チルコットの他には1991年の全体1位指名だったブリエン・テイラーのみである。

### 引退後
引退後はサンタバーバラ・シティ・カレッジに入学した。在学中にパートタイムの、卒業後にフルタイムの消防士となり、1970年代半ばまでサンタバーバラ消防署で働いていた。
その後、フルタイムの建設請負業者になり、カリフォルニア州とアリゾナ州で家の建設とリフォームを行っている傍ら、リトルリーグのコーチをしている。